# Icchak Nawon
Icchak Nawon, Jicchak Nawon (hebr.: יצחק נבון ang.: Yitzhak Navon, ur. 9 kwietnia 1921 w Jerozolimie, zm. 7 listopada 2015 tamże) – izraelski polityk, piąty prezydent Izraela.

## Życiorys

### Dzieciństwo i młodość

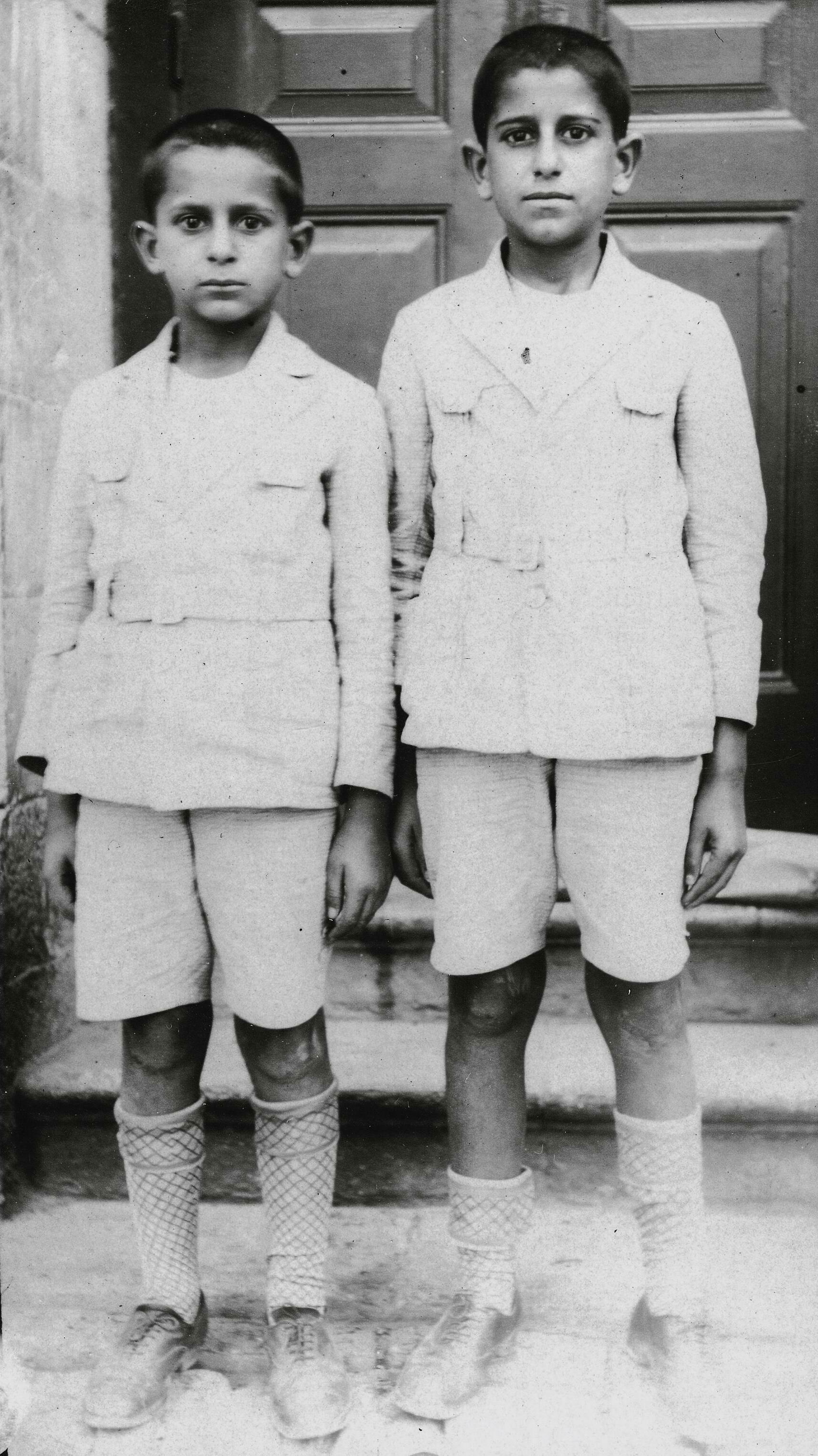
Icchak z bratem Wiktorem, Jerozolima, 1929

Urodził się 9 kwietnia 1921 roku w Jerozolimie, jako spadkobierca długiej linii sefardyjskich rabinów, którzy od ponad 300 lat mieszkali w Jerozolimie. Rodzina matki pochodziła z Maroka, pod koniec XIX wieku przeniosła się do Palestyny. Uczył się w szkole średniej w Jerozolimie, a następnie studiował na Uniwersytecie Hebrajskim kulturę islamu, literaturę hebrajską i arabską oraz pedagogikę.

### Kariera zawodowa

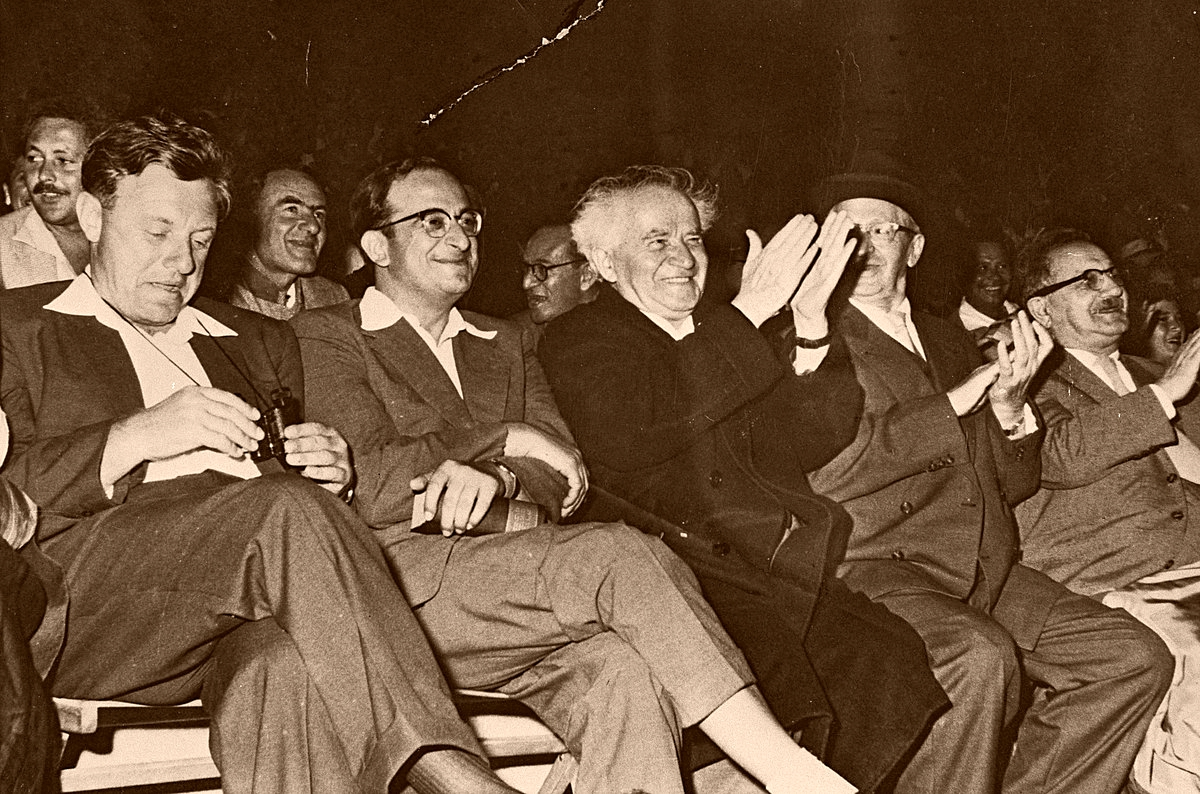
Nawon jako sekretarz Ben Guriona

Przez pewien czas pracował jako nauczyciel. W latach 1946–1949 był dowódcą departamentu arabskiego w Haganie.
Podczas pierwszych lat niepodległości Izraela pracował w korpusie dyplomatycznym w Ameryce Łacińskiej – w Urugwaju i Argentynie. W tym czasie publikował artykuły w tamtejszej prasie hebrajskiej. W 1951 roku rozpoczął pracę w administracji rządowej. W latach 1951–1952 był sekretarzem politycznym w biurze premiera Moszego Szareta, następnie w latach 1952–1963 sprawował tę samą funkcję w biurze Dawida Ben Guriona W latach 1964–1965 kierował departamentem kultury w Ministerstwie Edukacji i Kultury.

### Kariera polityczna

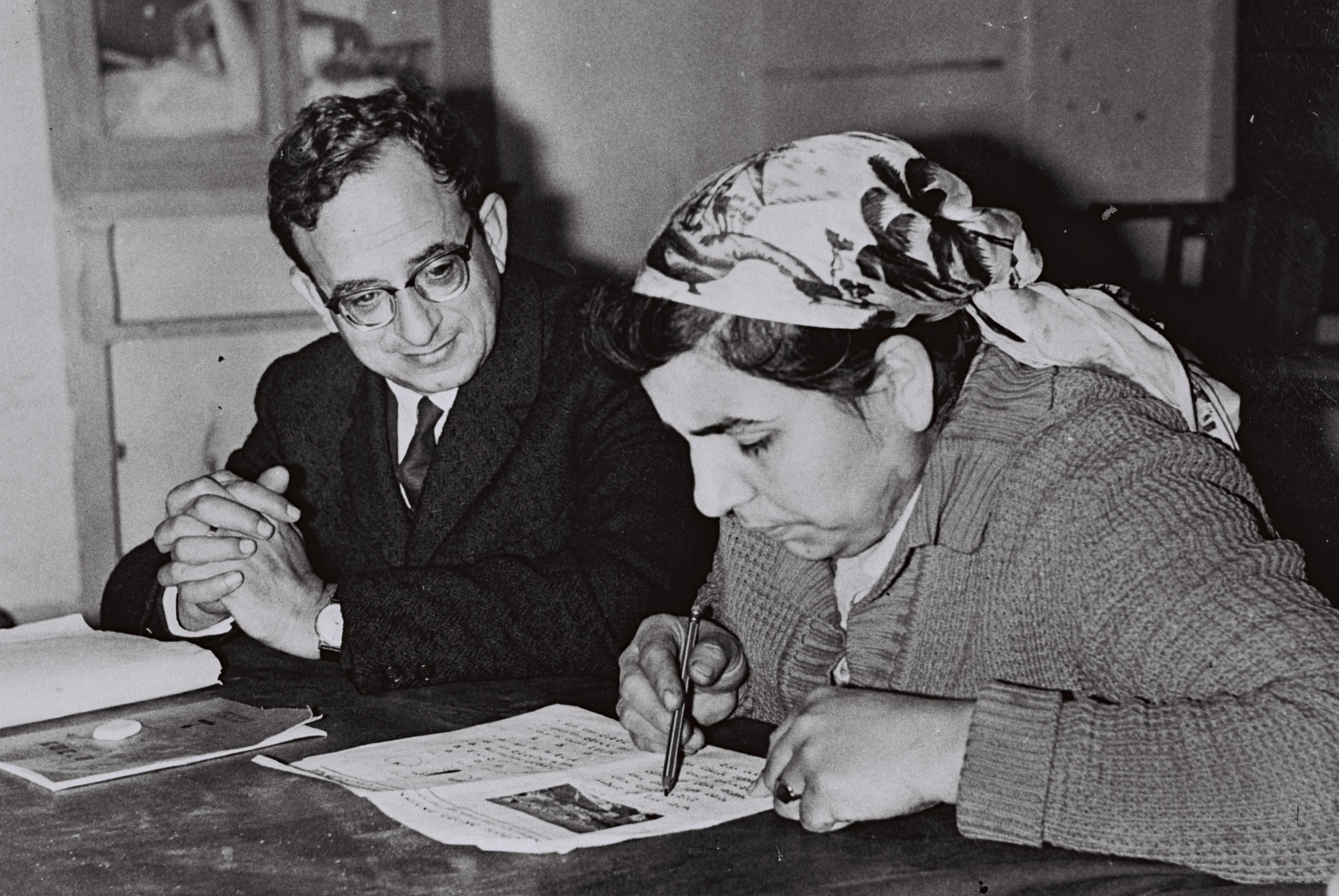
Nawon w 1964

Początkowo był członkiem Mapai, w 1964 wstąpił do utworzonej przez Ben Guriona partii Rafi i z jej list po raz pierwszy został wybrany do Knesetu w wyborach w 1965 roku. Gdy Rafi weszło w skład Koalicji Pracy, pełnił funkcję zastępcy przewodniczącego 6. Knesetu. Był także członkiem pięciu komisji parlamentarnych. W 1968 roku dołączył do Partii Pracy. W kolejnych wyborach został wybrany do siódmego Knesetu z list Koalicji Pracy (Ma’arach) i ponownie objął funkcję zastępcy przewodniczącego parlamentu. Zasiadał także w czterech komisjach.
Był przewodniczącym komitetu wykonawczego Światowej Organizacji Syjonistycznej oraz przewodniczącym Fundacji Kulturalnej Amerykańsko-Izraelskiej.
W wyborach parlamentarnych w 1973 po raz trzeci zdobył mandat poselski. W 8. Knesecie był szefem Komisji Spraw Zagranicznych i Obrony, zasiadał także w dwóch innych komisjach. W 1977 roku ponownie dostał się do Knesetu, znowu z list Koalicji Pracy.

#### 5. prezydent Izraela

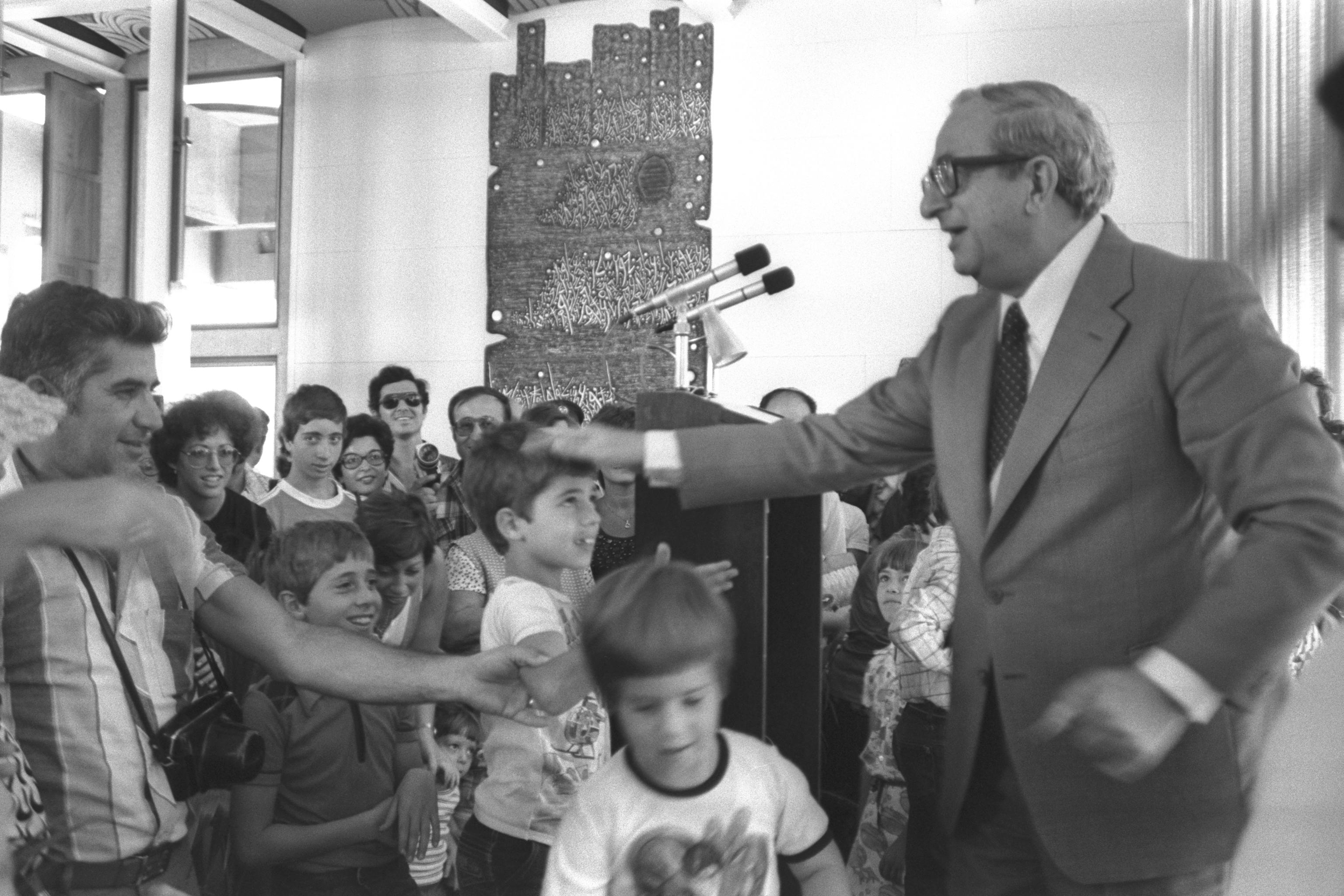
Nawon jako prezydent przyjmuje Izraelczyków w swojej rezydencji podczas święta Sukkot

19 kwietnia 1978 został wybrany piątym prezydentem państwa Izrael. Urząd objął 29 maja i pełnił go do 5 maja 1983. W czasie swojego przemówienia inauguracyjnego przemawiał po hebrajsku i po arabsku. W październiku 1980 spotkał się z prezydentem Anwarem as-Sadatem w Egipcie, stając się tym samym pierwszym izraelskim prezydentem, który odwiedził państwo arabskie.
Okres jego prezydentury był czasem silnych napięć i kontrowersji w społeczeństwie izraelskim. Nasilały się konflikty pomiędzy świecką i religijną częścią społeczeństwa, pomiędzy grupą aszkenazyjską a sefardyjską, pomiędzy prawicą a lewicą, pomiędzy Żydami a Arabami. Problemy dotykały polityki, spraw socjalnych, edukacji, ewakuacji żydowskich osiedli z Synaju oraz wojny w Libanie. Był pierwszym prezydentem, który wykroczył poza swoje ceremonialne uprawnienia. Wziął aktywny udział w publicznych dysputach, dążąc do wyjaśnienia kontrowersyjnych spraw masakr w obozach Sabra i Szatila w Libanie. Rozpoczął erę „politycznych” prezydentów. Zakończył swoją prezydenturę w maju 1983 roku. Był pierwszym prezydentem, który nie urodził się w Europie, ani nie miał europejskich korzeni.

#### Po prezydenturze

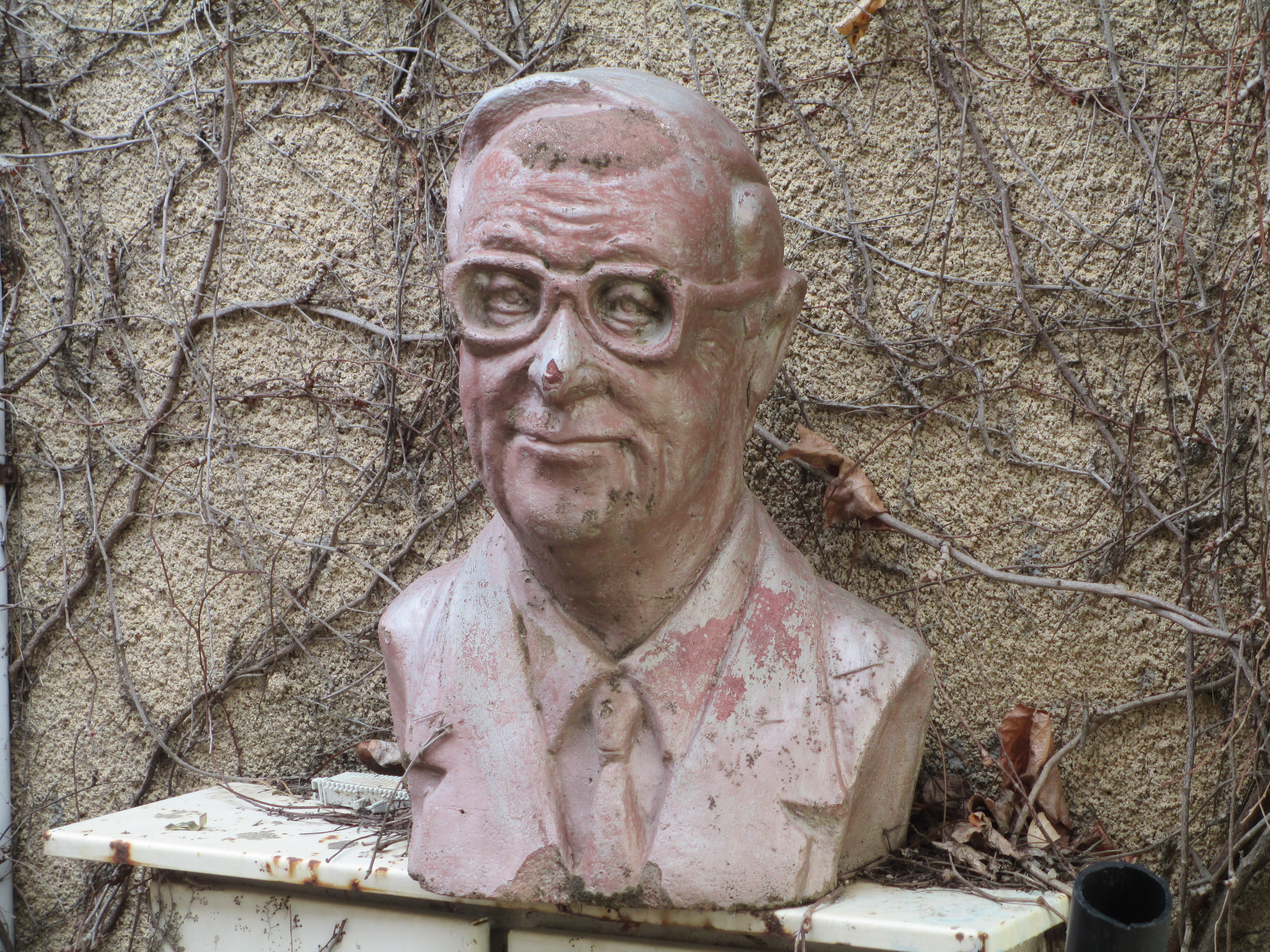
Rzeźba w kibucu Kefar Blum

Zakończył prezydenturę w wieku 62 lat, nie zdecydował się na polityczną emeryturę, lecz pozostał czynnym politykiem. W 1984 roku został po raz piąty wybrany posłem do Knesetu. Wszedł w skład rządu Szimona Peresa jako wicepremier oraz minister edukacji i kultury. Funkcje te sprawował również w rządzie Icchaka Szamira, utworzonym w 1986, w połowie kadencji 11. Knesetu. Zmiana premiera nastąpiła w wyniku realizacji umowy koalicyjnej o rotacji urzędów. Po raz ostatni dostał się do Knesetu w wyborach w 1988 roku, ponownie wszedł do rządu Szamira jako wicepremier i minister edukacji i urząd ten sprawował do 15 marca 1990, gdy rząd został odwołany. W skład kolejnego rządu, ponownie kierowanego przez Szamira, już nie wszedł, przez resztę dwunastej kadencji Knesetu był członkiem komisji spraw zagranicznych i obrony.
Po wycofaniu się z życia politycznego zaangażował się w sprawy społeczno-kulturalne, zajmując się między innymi opieką nad językiem ladino, był także honorowym przewodniczącym Fundacji Abrahama. Był także cenionym autorem sztuk teatralnych oraz książek poświęconych kulturze i historii Żydów sefardyjskich.
Zmarł 7 listopada 2015 w wieku 94 lat. Został pochowany na Wzgórzu Herzla.

## Życie prywatne

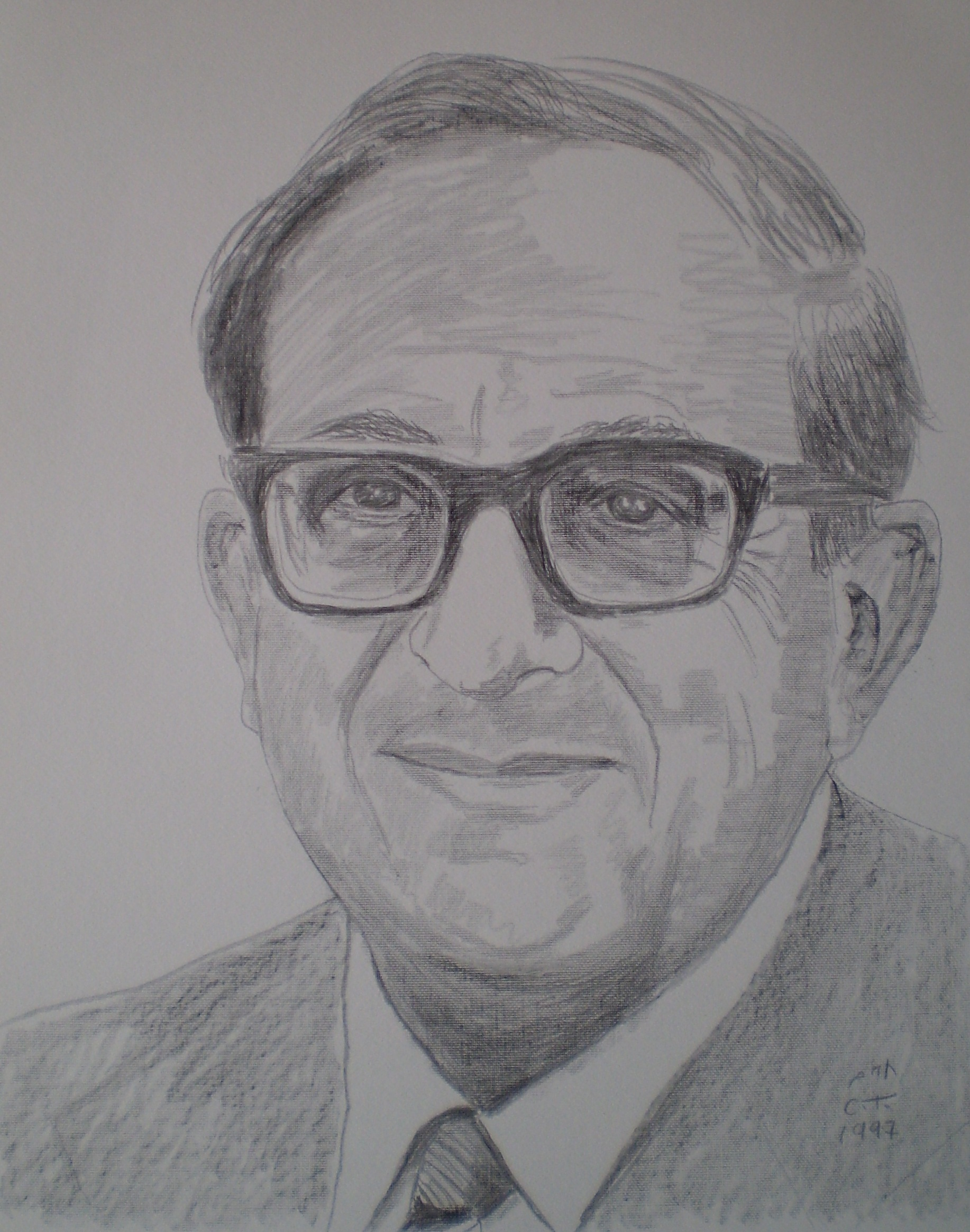
Portret Nawona stworzony przez Chaima Topola

Był żonaty z Ofirą (1936–1993), działaczką na rzecz dzieci i osób niepełnosprawnych, z którą miał dwoje dzieci: Naamę i Ereza. W 2008 poślubił Miri Sznafir.
Płynnie mówił po arabsku, posługiwał się także językiem ladino.